# Теллурид самария(II)
Теллурид самария(II) — бинарное неорганическое соединение
самария и теллура
с формулой SmTe,
кристаллы.

## Получение
- Сплавление стехиометрических количеств чистых веществ:

{\displaystyle {\mathsf {Sm+Te\ {\xrightarrow {1850^{o}C}}\ SmTe}}}

## Физические свойства
Теллурид самария(II) образует кристаллы
кубической сингонии, пространственная группа F m3m, параметры ячейки a = 0,6593 нм, Z = 4,
структура типа хлорида натрия NaCl
.
Соединение конгруэнтно плавится при температуре 1850 °C
.